# Cor Wilders
Cor Wilders (27 giugno 1914 – 24 gennaio 1998) è stato un calciatore olandese, di ruolo difensore.

## Carriera
Cor Wilders ha giocato, a livello di club, tutta la carriera nel Blauw-Wit Amsterdam, dove è stato in totale per dieci stagioni, fino al 1946.
Con la Nazionale olandese ha giocato 8 partite tra il 1937 e il 1946, senza mai riuscire a segnare. Ha esordito con gli Oranje il 31 gennaio 1937 a Düsseldorf contro la Germania (2-2); la sua ultima partita con la casacca della Nazionale è stata il 10 marzo 1946 contro il Lussemburgo nella capitale del Granducato.

## Statistiche

### Cronologia presenze e reti in Nazionale
| Cronologia completa delle presenze e delle reti in nazionale ― Paesi Bassi | Cronologia completa delle presenze e delle reti in nazionale ― Paesi Bassi | Cronologia completa delle presenze e delle reti in nazionale ― Paesi Bassi | Cronologia completa delle presenze e delle reti in nazionale ― Paesi Bassi | Cronologia completa delle presenze e delle reti in nazionale ― Paesi Bassi | Cronologia completa delle presenze e delle reti in nazionale ― Paesi Bassi | Cronologia completa delle presenze e delle reti in nazionale ― Paesi Bassi | Cronologia completa delle presenze e delle reti in nazionale ― Paesi Bassi |
| Data                                                                       | Città                                                                      | In casa                                                                    | Risultato                                                                  | Ospiti                                                                     | Competizione                                                               | Reti                                                                       | Note                                                                       |
| -------------------------------------------------------------------------- | -------------------------------------------------------------------------- | -------------------------------------------------------------------------- | -------------------------------------------------------------------------- | -------------------------------------------------------------------------- | -------------------------------------------------------------------------- | -------------------------------------------------------------------------- | -------------------------------------------------------------------------- |
| 31-1-1937                                                                  | Düsseldorf                                                                 | Germania                                                                   | 2 – 2                                                                      | Paesi Bassi                                                                | Amichevole                                                                 | -                                                                          |                                                                            |
| 4-4-1937                                                                   | Anversa                                                                    | Belgio                                                                     | 2 – 1                                                                      | Paesi Bassi                                                                | Amichevole                                                                 | -                                                                          |                                                                            |
| 2-5-1937                                                                   | Rotterdam                                                                  | Paesi Bassi                                                                | 1 – 0                                                                      | Belgio                                                                     | Amichevole                                                                 | -                                                                          |                                                                            |
| 23-4-1939                                                                  | Amsterdam                                                                  | Paesi Bassi                                                                | 3 – 2                                                                      | Belgio                                                                     | Amichevole                                                                 | -                                                                          |                                                                            |
| 7-5-1939                                                                   | Berna                                                                      | Svizzera                                                                   | 2 – 1                                                                      | Paesi Bassi                                                                | Amichevole                                                                 | -                                                                          |                                                                            |
| 17-3-1940                                                                  | Anversa                                                                    | Belgio                                                                     | 7 – 1                                                                      | Paesi Bassi                                                                | Amichevole                                                                 | -                                                                          |                                                                            |
| 21-4-1940                                                                  | Amsterdam                                                                  | Paesi Bassi                                                                | 4 – 2                                                                      | Belgio                                                                     | Amichevole                                                                 | -                                                                          |                                                                            |
| 10-3-1946                                                                  | Lussemburgo                                                                | Lussemburgo                                                                | 2 – 6                                                                      | Paesi Bassi                                                                | Amichevole                                                                 | -                                                                          |                                                                            |
| Totale                                                                     |                                                                            | Presenze                                                                   | 8                                                                          |                                                                            | Reti                                                                       | 0                                                                          |                                                                            |